# Java Desktop System
Sun Java Desktop System är ett operativsystem eller ett GUI från Sun Microsystems för lågkostnadens kollektiva skrivbordsdatormarknad.
JDS:s mål är att tillföra ett system för genomsnittanvändaren (med ett gränssnitt likt Microsoft® Windows®) med en full svit av kontorsproduktivitet som exempelvis e-post, kalender, kontorspaket, webbläsare och direktmeddelanden (instant messaging).
Namnet reflekterar på Suns avsikt att främja en mötesplats för kollektiva användare till att utveckla mjukvara skriven för Javaplattformen; i dagsläget byggt på grunden av Unix och nuvarande användare använder en SuSE-baserad Linuxdistribution. JDS är inkluderat i Solaris 10 och i framtiden kommer också JDS bli tillgängligt för Suns Sun Ray tunnklientsystem.
Java Desktop System använder främst fri programvara som inkluderar:
- Java
- GNOME
- StarOffice
- Mozilla
- Evolution
- MP3- och cd-spelare
- Java Media Player
- GAIM för direktmeddelanden
- Real Player